# Droit camerounais
Le droit camerounais est le droit appliqué au Cameroun depuis l'indépendance de la France le 1er janvier 1960.

## Histoire du droit camerounais
Le système légal camerounais est hérité de la colonisation. En cela, le Cameroun a hérité de deux systèmes légaux distincts mais coexistant : la common law britannique et le droit civil français.
L'histoire du droit camerounais compte quatre période expliquant la nature et l'évolution du système légal.

### Période pré-coloniale
Durant la période pré-coloniale, un certain nombre de normes et usages non-écrit divers existaient qui s'appliquaient à divers degré en fonction des groupes ethniques. La seule exception était la tribu Foulbe qui avait envahi le territoire depuis l’Afrique du Nord au début du XIXe siècle et qui avait introduit le droit musulman. En dépit des différences dans les structures, contenus et institutions entre le droit appliqué par les indigènes et le droit musulman, il y avait quelques similarités.
Une tentative allemande de codifier les coutumes du Cameroun fut un échec à la suite du début de la Première Guerre mondiale, cependant, le résultat des six tribus qui avaient pu être étudié montre qu'elles avaient de grandes similarités de concepts et pratiques. La justice était rendue par les chefs de famille, les chefs de quartiers, les chefs et le conseil des chefs.

### Période coloniale
Durant la période coloniale allemande, un système rudimentaire d'administration fut établi. Deux systèmes parallèles de Cours, une exclusivement pour les Européens, pour lesquels le droit allemand s'appliquait, et l'autre exclusivement pour les Camerounais, pour lesquels le droit coutumier, sous le contrôle et la supervision des Allemands, était appliqué.
Par un accord de la Société des Nations, « les pleins pouvoirs d'administration et de législation » fut conféré aux Britanniques et Français. Cet article servit de base à l'arrivée de la common law britannique et du droit civil français au Cameroun. Il y avait d'importantes différences dans les politiques utilisées pour introduire leur système judiciaire respectif. Les Britanniques, à l'instar des Allemands et des Français, utilisaient deux systèmes de juridictions parallèles mais, contrairement à eux, la séparation ne se faisait pas sur des bases raciales. Une structure était destinée au secteur traditionnel de la population, principalement les Camerounais, et l'autre pour le secteur moderne, principalement les Européens et les Camerounais qui l'avait choisi.
Au Cameroun britannique, le droit applicable se basait sur l'article 11 du Southern Cameroons High Court Law de 1958 qui prévoyait l'application de la common law britannique, la doctrine de l'équité et les lois d'application générales en vigueur en Angleterre le 1er janvier 1900. Sur cette base, un certain nombre de lois britanniques et de lois ou ordonnances nigérianes purent être appliquées aux sud-camerounais. Avec le système d'indirect rule, les institutions traditionnelles et les coutumes locales purent être conservés dès lors qu'elles ne contrariaient la justice naturelle, l'équité, et la bonne conscience ou qu'elles n'étaient pas incompatibles avec les lois existantes.
Au Cameroun français, les Français, en ligne avec leur politique d'assimilation, établirent une distinction stricte entre les citoyens, qui étaient soit des nationaux français soit des Camerounais qui avait progressé et qui était honoré par ce statut, et les Camerounais ordinaires qui était qualifié de « sujet ». Sur cette base, les deux systèmes juridiques coexistaient : l'un pour la population camerounaise en accord avec les lois coutumières, et l'autre pour les citoyens français, en accord avec le droit français.

### De 1961 à 1996
Le système fédéral, apparu en 1961, était basé sur une fédération à deux États consistant du Cameroun occidental, créé à partir de l'ancien Cameroun méridional, et le Cameroun oriental, créé à partir de l'ancien Cameroun français.
Jusqu'à ce que le pays devienne la République unie du Cameroun en 1972, quand un système unitaire fut introduit, les deux États fédérés avaient conservé leur système colonial bien qu'ils fussent sous le contrôle du ministère de la justice fédéral. Cependant, les premières années du Cameroun indépendant et réunifié furent marquées par une unification complète en matière politique et légale. En 1964, deux Commissions fédérales de réforme du droit furent établies pour rédiger un Code pénal, un Code de procédure pénal, et plusieurs autres Codes. Finalement, ce n'est que le Code pénal de 1967 qui fut conservé, reflétant la double culture juridique de l’État (bien que basé sur le Code pénal français).
La nouvelle Constitution unitaire de 1972 créa un système juridictionnel unitaire de style civiliste pour remplacer les différentes structures juridictionnelles des deux États fédérés. Cependant l'article 38 disposait l'application continue des différentes lois dans les deux zones légales et par conséquent, dès lors qu'ils n'étaient pas contraire aux nouvelles lois, les deux systèmes légaux existaient toujours.
Le système juridique camerounais peut alors être décrit comme mixte dans le sens où le droit d'origine française s'appliquait dans les huit régions francophones, et le droit d'origine anglaise s'appliquait dans les deux régions anglophones, bien que les nouvelles lois uniformes soient essentiellement basées sur des concepts légaux français.

### Depuis 1996
Depuis le 1er septembre 1996, le traité OHADA, créant l'Organisation pour l'harmonisation en Afrique du droit des affaires, est entré en vigueur. Bien que d'un point de vue constitutionnel, le système juridique camerounais restât mixte, l'entrée en vigueur marqua le début d'un déclin de la culture de la common law au Cameroun. La langue de travail du traité étant le français, les Actes uniformes n'étaient publié que dans cette langue.

## Sources du droit

### Constitution
La Constitution est la loi suprême du Cameroun, bien que ce ne soit pas explicitement spécifié dans la Constitution. L'article 2(1) donne la souveraineté au peuple, qui l'exerce au travers du président, des membres de l'Assemblée nationale ou par référendum.

### Traités et accords internationaux
Le Cameroun est membre de l'Organisation pour l'harmonisation en Afrique du droit des affaires, dont elle a signé le traité initial du 17 octobre 1993 ainsi que le traité portant révision du traité du 17 août 2008.

### Législation
La Constitution camerounaise distingue entre le pouvoir législatif et le pouvoir réglementaire respectivement aux articles 26 et 27 de la Constitution.
L'article 26 est la principale disposition spécifiant en détail la portée de la compétence législative du Parlement. Cet article identifie six domaines tombant dans le domaine de la loi : « les droits, garanties et obligations fondamentaux du citoyen », « le statut des personnes et des biens », « l'organisation politique, administrative et judiciaire », certaines questions financières et patrimoniales, « la programmation des objectifs de l'action économique et sociale », et « le régime de l'éducation ».
L'article 27 de la Constitution dispose à l'inverse que « les matières autres que celles qui sont du domaine de la loi ressortissent au pouvoir réglementaire ».

### Jurisprudence
Le rôle de la jurisprudence varie en fonction de la région concernée du Cameroun, les régions anglophones ou les régions francophones.
Le système anglais, sur lequel se basent les régions anglophones, repose sur les précédents judiciaires à la différence du droit civil français sur lequel se base le droit des régions francophones. La doctrine du stare decisis sur lequel se base les précédents est une source majeure du droit des régions anglophones.
Le système juridictionnelle du pays, unifié mais décentralisé, complexifie l'usage de la jurisprudence car au sommet de la hiérarchie juridictionnelle se trouve uniquement la Cour suprême, fonctionnant sur le modèle de la Cour de cassation française, au lieu d'une Cour d'appel à l'anglaise. Cependant, selon l'article 35(i) de la loi no 2006/016 dispose que seules les décisions rendues par la Cour suprême en chambre plénière sont contraignantes sur les juridictions inférieures.
La plus haute cour de chaque région est la Cour d'appel. Le système de la jurisprudence contraignante fonctionne de telle sorte que les décisions rendues par ces Cours d'appel constitue un précédent au sein de la région de juridiction de la Cour d'appel.
En règle générale, l'attitude des Cours vis-à-vis des précédents dans les régions francophones est différente. Il n'y est pas considéré comme une source du droit.

### Droit coutumier
Lors de la période pré-coloniale, il y avait une grande variété de droits coutumiers différents, le droit musulman inclus. Les deux puissances coloniales reconnaissaient et mettaient en œuvre le droit coutumier. Cependant, toutes les coutumes ne bénéficiaient pas d'un tel appui.
Depuis l'indépendance, l'évolution du droit coutumier dans les deux districts légaux est légèrement différentes.
Dans les régions anglophones, la reconnaissance et la mise en œuvre du droit coutumier est sujette au test du contradictoire introduit par les lois pré-indépendances. Ainsi, le droit coutumier pouvait être appliqué dès lors qu'il n'était pas contraire à la justice naturelle, à l'équité et la bonne conscience ou encore s'il n'était pas incompatible, soit directement ou implicitement, avec les lois existantes. Depuis l'indépendance, le droit coutumier est devenu d'application minoritaire dans les régions anglophones. Il s'applique seulement à certaines personnes pour des sujets eux aussi spécifiques.
Dans les régions francophones, deux décrets, le no 69/DF/544 du 19 décembre 1969 sur l'organisation de la procédure devant les cours traditionnelles dans l'ancien Cameroun de l'est tel que modifié par le décret no 71/DF/607 du 3 décembre 1971, soumettent la juridiction des cours coutumières aux consentements des deux parties, avec une emphase sur le défendeur. Dans une décision de 1972, la Cour suprême déclara qu'une norme de droit coutumier ne serait reconnue et appliquée que si celle-ci était claire, précise et conforme à l'ordre et à la morale publique.

## Organisation juridictionnelle

### Juridictions ordinaires
Les juridictions ordinaires peuvent prendre connaissance des affaires civiles et pénales. Il s'agit de :
- les Cours de droits coutumier,
- les Tribunaux de première instance,
- les Tribunaux de grande instance,
- les Cours d'appel,
- et la Cour suprême.

### Juridictions administratives
Les juridictions administratives comptent notamment les tribunaux administratifs, au nombre d'un par région et la chambre administrative de la Cour suprême.

### Cours à juridiction spéciale
Les cours à juridiction spéciale sont les Tribunaux militaires, la cour de sûreté de l'État et le tribunal criminel spécial.